# Liste der Grafen und Herzöge von Anjou
In der Liste der Grafen und Herzöge von Anjou sind die Inhaber der Herrschaft über das mittelalterliche Feudalterritorium Anjou aufgeführt.

## Liste der Grafen von Angers
| Name                                                 | Regierungszeit | Verwandtschaft           | Anmerkungen                                                                       |
| ---------------------------------------------------- | -------------- | ------------------------ | --------------------------------------------------------------------------------- |
| Angers als Teil Neustriens der Merowinger            |                |                          |                                                                                   |
| Licinius                                             | 587–592        |                          | Nicht unbedingt unter dem Titel Graf                                              |
| Raganfrid                                            | ???–731        |                          | Nicht unbedingt unter dem Titel Graf                                              |
| Angers als Teil der bretonischen Mark der Widonen    |                |                          |                                                                                   |
| Lambert II.                                          | 845–852        |                          | Graf von Nantes und Angers Graf der bretonischen Mark                             |
| Angers als Teil der neustrischen Mark der Robertiner |                |                          |                                                                                   |
| Robert der Tapfere                                   | 853–866        |                          | Graf von Tours und Angers Graf der neustrischen Mark                              |
| Odo                                                  | 866–898        | Sohn seines Vorgängers   | Graf von Tours und Angers Graf der neustrischen Mark ab 888 König von Westfranken |
| Robert                                               | 898–923        | Bruder seines Vorgängers | Graf der neustrischen Mark ab 922 König von Westfranken                           |
| Hugo Magnus                                          | 923–956        | Sohn seines Vorgängers   | Herzog von Franzien (dux francorum)                                               |
| Hugo Capet                                           | 956–996        | Sohn seines Vorgängers   | Herzog von Franzien ab 987 König von Frankreich                                   |

als Vizegrafen der Robertiner in Angers amtierten:
- Ingelger
- Fulko der Rote, dessen Sohn

## Liste der Grafen von Anjou
| Name | Regierungszeit | Verwandtschaft                          | Anmerkungen                                                                              |
| --- | -------------- | --------------------------------------- | ---------------------------------------------------------------------------------------- |
| Erstes Haus Anjou |                |                                         |                                                                                          |
| Fulko I. der Rote | 929–941        | Sohn von Ingelger                       |                                                                                          |
| Fulko II. der Gute | 941–958        | Sohn seines Vorgängers                  |                                                                                          |
| Gottfried I. Graujacke | 958–987        | Sohn seines Vorgängers                  |                                                                                          |
| Fulko III. Nerra | 987–1040       | Sohn seines Vorgängers                  |                                                                                          |
| Gottfried II. Martel | 1040–1060      | Sohn seines Vorgängers                  |                                                                                          |
| Haus Château-Landon |                |                                         |                                                                                          |
| Gottfried III. der Bärtige | 1060–1068      | Neffe seines Vorgängers                 |                                                                                          |
| Fulko IV. der Zänker | 1068–1109      | Bruder seines Vorgängers                |                                                                                          |
| Gottfried IV. Martel | 1103–1106      | Sohn seines Vorgängers                  | Mitregent                                                                                |
| Fulko V. der Jüngere | 1109–1129      | Sohn von Fulko IV.                      | ab 1131 König von Jerusalem                                                              |
| Haus Plantagenet |                |                                         |                                                                                          |
| Gottfried V. Plantagenet | 1129–1151      | Sohn seines Vorgängers                  | ab 1144 Herzog der Normandie                                                             |
| Heinrich Kurzmantel | 1151–1189      | Sohn seines Vorgängers                  | Herzog der Normandie ab 1154 König von England                                           |
| Gottfried VI. | 1151–1156      | Bruder seines Vorgängers                | Mitregent Graf von Nantes                                                                |
| Heinrich der Jüngere | 1169–1183      | Sohn von Heinrich                       | Mitregent ab 1172 König von England                                                      |
| Richard Löwenherz | 1189–1199      | Sohn von Heinrich                       | Herzog der Normandie und Aquitanien König von England                                    |
| Johann Ohneland | 1199–1204      | Bruder seines Vorgängers                | Herzog der Normandie und Aquitanien König von England                                    |
| Vereinigung des Anjou mit der französischen Krondomäne nach dem Zerfall des englisch geführten Angevinischen Reichs im Jahr 1204. Belehnung des Prinzen Karl mit dem Anjou im Jahr 1246. |                |                                         |                                                                                          |
| Haus Anjou |                |                                         |                                                                                          |
| Karl I. | 1246–1285      | Sohn König Ludwigs VIII. von Frankreich | Graf von Maine und Provence ab 1266 König von Sizilien-Neapel Titularkönig von Jerusalem |
| Karl II. der Lahme | 1285–1290      | Sohn seines Vorgängers                  | Graf von Maine und Provence König von Neapel Titularkönig von Jerusalem                  |
| Margarethe | 1290–1299      | Tochter ihres Vorgängers                | Gräfin von Maine                                                                         |
| Haus Valois |                |                                         |                                                                                          |
| Karl III. von Valois | 1290–1325      | Ehemann von Margarethe                  |                                                                                          |
| Philipp | 1325–1328      | Sohn seines Vorgängers                  | ab 1328 König von Frankreich                                                             |
| Nach der Thronbesteigung Philipps 1328 wird das Anjou mit der Krondomäne vereint. |                |                                         |                                                                                          |

## Liste der Herzöge von Anjou

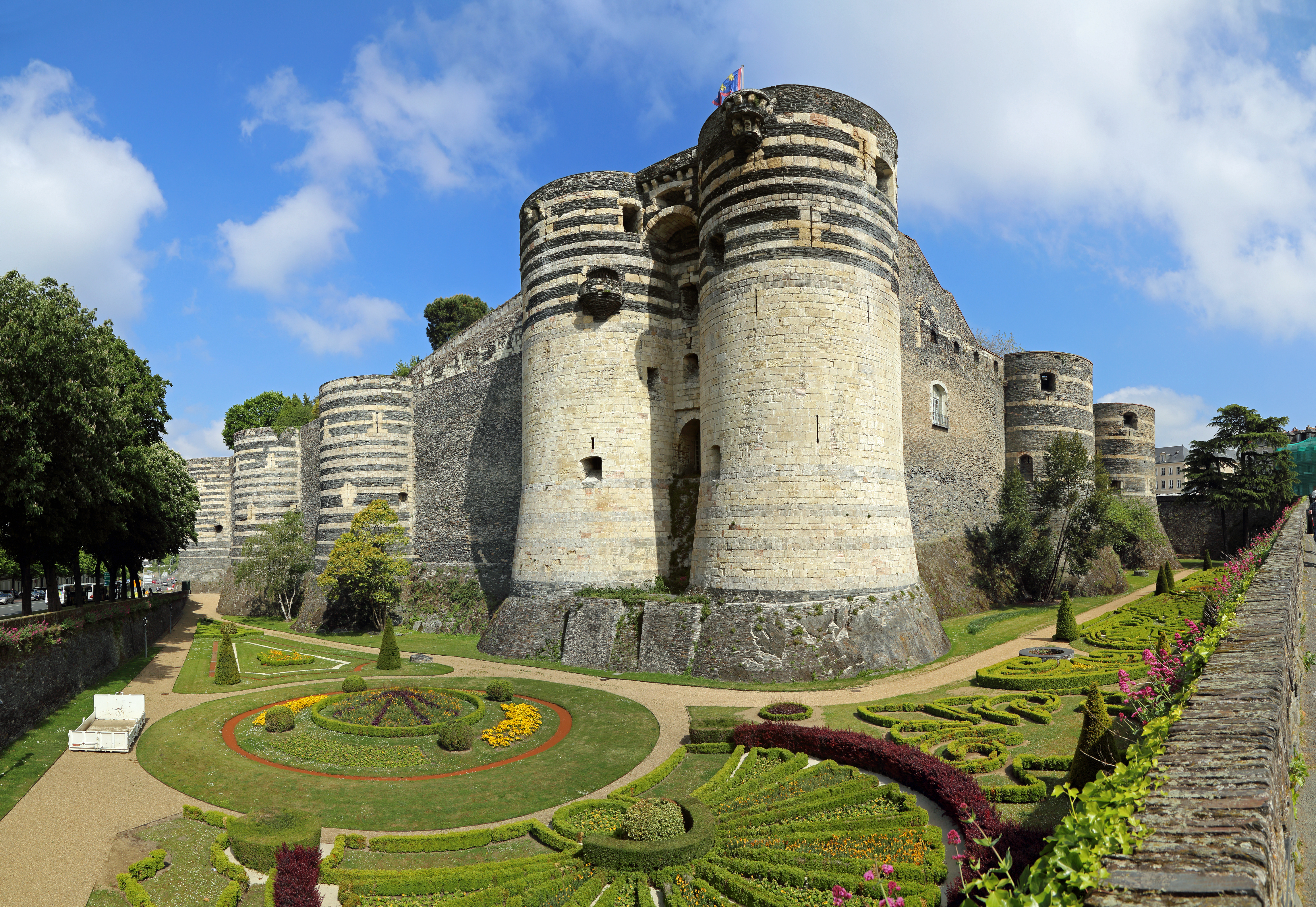
Festungswerke von Schloss Angers (erbaut um 1230 durch Ludwig IX.)

1351 belieh König Johann II. von Frankreich seinen Sohn Ludwig mit der Grafschaft Anjou. 1360 erfolgte die Aufwertung dieses Lehens zum Herzogtum.
| Name                                                   | Regierungszeit | Verwandtschaft           | Anmerkungen                                                                                 |
| ------------------------------------------------------ | -------------- | ------------------------ | ------------------------------------------------------------------------------------------- |
| Haus Valois-Anjou                                      |                |                          |                                                                                             |
| Ludwig I.                                              | 1351/1360–1384 | Sohn seines Vorgängers   | Titularkönig von Neapel und Jerusalem Graf von Provence                                     |
| Ludwig II.                                             | 1384–1417      | Sohn seines Vorgängers   | Titularkönig von Neapel und Jerusalem Graf von Provence                                     |
| Ludwig III.                                            | 1417–1434      | Sohn seines Vorgängers   | Titularkönig von Neapel und Jerusalem Graf von Provence                                     |
| René der gute König                                    | 1434–1480      | Bruder seines Vorgängers | König von Neapel Titularkönig von Jerusalem Herzog von Lothringen und Bar Graf von Provence |
| Karl IV.                                               | 1480–1481      | Neffe seines Vorgängers  | Herzog von Maine Graf von Provence                                                          |
| König Ludwig XI. vereint das Anjou mit der Krondomäne. |                |                          |                                                                                             |

## Apanagierte Herzöge von Anjou aus dem Haus Valois
- 1566–1576: Henri de Valois-Angoulême, Sohn von König Heinrich II. von Frankreich, der spätere König von Frankreich (Heinrich III.)
- 1576–1584: François-Hercule de Valois-Angoulême, dessen Bruder

## Apanagierte Herzöge von Anjou aus dem Haus Bourbon
- 1608–1640: Jean-Baptiste de Bourbon, Sohn von König Heinrich IV. von Frankreich, der spätere duc d’Orléans
- 1640–1668: Philippe de Bourbon, Sohn von König Ludwig XIII. von Frankreich, später        duc d’Orléans
- 1668–1671: Philippe Charles de Bourbon (1668–1671), Sohn von König Ludwig XIV. von Frankreich
- 1672–1672: Louis François de Bourbon, Sohn von König Ludwig XIV. von Frankreich
- 1683–1700: Philippe de Bourbon, Enkel von König Ludwig XIV. von Frankreich, der spätere König von Spanien (Philipp V.)
- 1712–1715: Louis de Bourbon, der spätere König von Frankreich (Ludwig XV.)
- 1730–1733: Philippe Louis de Bourbon (1730–1733), Sohn von König Ludwig XV. von Frankreich

Der Titel eines Herzogs von Anjou wurde nach 1733 nicht mehr vergeben.

## Weitere Verwendung des Titels
Der Titel Herzog von Anjou wird seit dem Ende des Ersten Weltkriegs von der Mehrzahl der legitimistischen Thronprätendenten aus dem Haus Bourbon-Anjou getragen. Sie beziehen sich damit auf ihren Ahnherrn, den König Philipp V. von Spanien, der duc d’Anjou war, bevor er die Krone Spaniens erhielt. Wobei Philipp V. und seine Nachkommen den Titel nicht mehr trugen und lediglich das Wappen von Anjou in ihrem persönlichen Wappen führten und führen.
- Jaime de Borbón y Borbón-Parma (1870–1931), duque de Madrid y de Anjou (1909)
- Alfonso Carlos de Borbón y Austria-Este (1849–1936), duque de San Jaime y de Anjou, dessen Onkel, 1931 von seinen Anhängern zum Herzog von Anjou proklamiert; er scheint den Titel selbst nie geführt zu haben
- Jaime de Borbón y Battenberg (1908–1975), duque de Segovia (1935), de Anjou (1936), de Madrid (1964) y de Toledo (1969), dessen Vetter
- Alfonso Jaime de Borbón y Dampierre, duque de Cádiz (1972) y de Anjou (1975), dessen Sohn
- Luis Alfonso de Borbón y Martínez-Bordiú, duque de Anjou (1989), dessen Sohn

Darüber hinaus hat Henri Philippe Pierre Marie d’Orléans (* 1933), der aktuelle orleanistische Thronprätendent, seinen Neffen Charles-Philippe d’Orléans zum Herzog von Anjou ernannt. Das Haus Orléans bestreitet die Rechtmäßigkeit des Anspruches der Bourbon-Anjou auf den Titel des Herzogs von Anjou.